# هنگ پیاده‌نظام پانصد و ششم
هنگ پیاده‌نظام پانصد و ششم (انگلیسی: 506th Infantry Regiment) که در آغاز هنگ چتربازان پیاده‌نظام پانصد و ششم (506th PIR) نام داشت، یک هنگ پیاده‌نظام کوچک نیروهای هوابرد در نیروی زمینی ایالات متحده آمریکا در دوران جنگ جهانی دوم بود که هم‌اکنون بخشی از نظامِ هنگی ارتش آمریکاست و از دو گردان تشکیل شده است: (۱) «گردان یکم» از هنگ پیاده‌نظام پانصد و ششم (1-506th) که جزئی از «تیپ رزمی یکم، لشکر صد و یکم هوابرد» است. (۲) «گردان دوم» از هنگ پیاده‌نظام پانصد و ششم (2-506th) که جزئی از «تیپ رزمی سوم، لشکر صد و یکم هوابرد» است.
این هنگ نظامی، در کنار «لشکر صد و یکم هوابرد» در جنگ جهانی دوم و جنگ‌های ویتنام، عراق و افغانستان جنگیده است. این‌دو همچنین در دوران صلح از عملیات آزادسازی عراق حضور داشته‌اند. یکی از مشهورترین گروهان‌های این هنگ، «گروهان ایزی» ("Easy Company") نام دارد.